# Kazimiera Grunertówna
Kazimiera Grunertówna (ur. 21 marca 1871 w Kielcach, zm. 5 kwietnia 1944 tamże) – działaczka niepodległościowa, nauczycielka, księgowa w kieleckim oddziale Banku Łódzkiego, senator III kadencji Senatu II RP.

## Życiorys
Była córką Bogumiła i Antoniny z Radzikowskich. Uzyskała maturę w 1889 w kieleckim Gimnazjum Żeńskim. Początkowo pracowała jako nauczyciel domowy. Zaangażowała się w działalność społeczną w Stowarzyszeniu Kursów dla Analfabetów Dorosłych. Prowadziła komplety nauczania początkowego, pogadanki, odczyty z geografii, historii ojczystej, przyrody, higieny oraz religii dla robotników. W okresie I wojny światowej członkini Ligi Kobiet, pracowała w sekcji kolportażu Komendy VI Okręgu Polskiej Organizacji Wojskowej. Była sanitariuszką w Legionach Polskich, a potem wspierała byłych żołnierzy w ramach Towarzystwa Opieki nad Legionistami Niezaprzysiężonymi. W czasie wojny polsko-bolszewickiej prowadziła werbunek do Ligi Kobiet Pogotowia Wojennego, prowadziła pogadanki historyczne w szpitalach wojskowych i pełniła nocne dyżury w szpitalu zakaźnym. Weszła w skład Obywatelskiego Komitetu Obrony Państwa w Kielcach. W tym czasie działała w Komitecie Walki o Górny Śląsk.
Pracowała jako księgowa w kieleckim oddziale Banku Łódzkiego a następnie do emerytury jako sekretarz sądowy w Sądzie Okręgowym w Kielcach. W 1930 r. wybrana do Senatu III kadencji. Podczas okupacji niemieckiej zaangażowana w działalność Armii Krajowej pracowała w Wydziale Łączności Konspiracyjnej Komendy Armii Krajowej Okręgu Radom-Kielce „Jodła”, w jej mieszkaniu była kancelaria Okręgu.

## Ordery i odznaczenia
- Krzyż Niepodległości (10 grudnia 1931)[1]
- Krzyż Kawalerski Orderu Odrodzenia Polski (27 listopada 1929)[2]
- Krzyż Walecznych (za służbę w POW w b. zaborze austriackim i b. okupacji austriackiej)[3]